# Phorbia barbicula
Phorbia barbicula är en tvåvingeart som först beskrevs av Huckett 1948.  Phorbia barbicula ingår i släktet Phorbia och familjen blomsterflugor. Inga underarter finns listade i Catalogue of Life.